# Лебешев, Павел Тимофеевич
Па́вел Тимофе́евич Ле́бешев (15 февраля 1940, Москва — 23 февраля 2003, там же) — советский и российский кинооператор. Народный артист Российской Федерации (1992). Дважды лауреат Государственной премии Российской Федерации (1998, 2000).

## Биография
Павел Лебешев родился 15 февраля 1940 года в Москве, в семье кинооператора Тимофея Павловича Лебешева. После окончания школы в 1957 году отец привёл Павла Лебешева на киностудию «Мосфильм», где Павел начал работать сначала механиком, потом ассистентом оператора и вторым оператором. Работал на картинах «Звонят, откройте дверь», «Щит и меч» и других. В те же годы Павел Лебешев поступил на заочное отделение операторского факультета ВГИКа (мастерская А. Д. Головни), которое окончил в 1972 году. В 1967 году в качестве оператора-постановщика снял киноновеллу «Ангел» (режиссёр Андрей Смирнов, по рассказу Ю. Олеши) в рамках киноальманаха «Начало неведомого века», но фильм был положен на полку и вышел на экраны спустя двадцать лет. Андрей Тарковский, увидев первую короткометражку Лебешева, позвал его поработать над первоначальным, неосуществлённым вариантом «Зеркала».
Сотрудничество с Андреем Смирновым продолжилось на съёмках фильма «Белорусский вокзал» (1970), который принёс известность молодым авторам.
В 1982—1984 годах читал курс лекций «Операторское мастерство» на отделении режиссеров-постановщиков художественного фильма Высших курсах сценаристов и режиссёров.
От своей жены Натальи Лебешевой имел двух сыновей (Алексея и Дмитрия). Алексей Лебешев — известный современный цветокорректор. Дарья Лебешева, дочь Алексея Лебешева и внучка Павла Лебешева — популярная художница-иллюстратор.
Лебешев работал с такими режиссёрами, как Никита Михалков, Сергей Соловьёв, Лариса Шепитько, Георгий Данелия.
Скончался 23 февраля 2003 года в Москве на 64-м году жизни от сердечного приступа. Гражданская панихида прошла в Доме кино. Похоронен на Кунцевском кладбище.

## Особенности работы
При съёмке фильмов Лебешев разработал собственное решение пластики кадра, имитируя хроникальную съёмку с рук, ретро-стиль, документальный стиль. Оператор прославился съёмкой большого количества так называемых длинных проходок, когда камера на определённой крупности сопровождает актёра, переходя во внутрикадровый монтаж. Лебешев активно применял в своей работе сверхширокоугольную оптику для создания определённого настроения и улучшения стабильности кадра при съёмке с рук. Являлся соавтором кинокартин. Павел Лебешев запатентовал технологию «ДДЗ» (дополнительной дозированной засветки) для повышения общей светочувствительности и увеличения фотографической широты киноплёнки. Позднее на этот способ оптимизации характеристик плёнки коллективом соавторов получен патент № 1057919.

## Награды и достижения
- Заслуженный деятель искусств Бурятской АССР (1976);
- Заслуженный деятель искусств РСФСР (25 февраля 1980 года) — за заслуги в области советского киноискусства[6];
- Орден «Знак Почёта» (22 августа 1986 года);
- Народный артист Российской Федерации (31 декабря 1992 года) — за большие заслуги в области киноискусства[7];
- Номинация на премию «Ника» (1994) За лучшую операторскую работу (фильм «Над тёмной водой», режиссёр Д. Месхиев);
- премия «Ника» (1996) За лучшую операторскую работу (фильм «Первая любовь», режиссёр Р. Балаян);
- Орден «За заслуги перед Отечеством» IV степени (12 сентября 1996 года) — за заслуги перед государством, большой вклад в укрепление дружбы и сотрудничества между народами, многолетнюю плодотворную деятельность в области культуры и искусства[8];
- Номинация на премию «Ника» (1997) За лучшую операторскую работу (фильм «Кавказский пленник», режиссёр С. Бодров);
- Государственная премия Российской Федерации в области киноискусства 1997 года (6 июня 1998 года) — за художественный фильм «Кавказский пленник»[9];
- Орден «За заслуги перед Отечеством» III степени (14 февраля 2000 года) — за выдающийся вклад в развитие киноискусства[10];
- Государственная премия Российской Федерации в области киноискусства 1999 года (9 июня 2000 года) — за художественный фильм «Сибирский цирюльник»[11];
- Номинация на премию «Ника» (2001) За лучшую операторскую работу (фильм «Нежный возраст», режиссёр С. Соловьёв);
- На международном кинофестивале кинематографических дебютов «Дух огня» в Ханты-Мансийске вручается Приз имени оператора Павла Лебешева «За лучшую операторскую работу» в конкурсном или внеконкурсном российском фильме[12].

## Фильмография

### Кинооператор
- 1965 — Звонят, откройте дверь
- 1967 — Начало неведомого века (киноновелла «Ангел»)
- 1969 — В тринадцатом часу ночи
- 1970 — Белорусский вокзал
- 1970 — Город первой любви
- 1972 — На углу Арбата и улицы Бубулинас
- 1974 — Свой среди чужих, чужой среди своих
- 1975 — Раба любви
- 1976 — Восхождение
- 1977 — Неоконченная пьеса для механического пианино
- 1978 — Кентавры
- 1978 — Пять вечеров
- 1979 — Несколько дней из жизни И. И. Обломова
- 1980 — Спасатель
- 1981 — Родня
- 1982 — Избранные
- 1982 — Наследница по прямой
- 1983 — Без свидетелей
- 1983 — Серафим Полубес и другие жители Земли
- 1983 — Время отдыха с субботы до понедельника (совместно с Г. Рербергом)
- 1984 — Бог в России/Gott in Russland (совместно с Г. Рербергом)
- 1986 — Кин-дза-дза!
- 1987 — Асса
- 1988 — Запретная зона
- 1989 — Трудно быть богом
- 1989 — Леди Макбет Мценского уезда
- 1990 — Мордашка
- 1990 — Ребро Адама
- 1990 — Сукины дети
- 1993 — Над тёмной водой
- 1993 — Анна: от 6 до 18
- 1993 — Настя
- 1993 — Тюремный романс
- 1995 — Первая любовь
- 1996 — Кавказский пленник
- 1996 — Привет, дуралеи!
- 1999 — Мама
- 1999 — Сибирский цирюльник
- 2000 — Нежный возраст
- 2001 — Побег из Гулага
- 2002 — Азазель
- 2003 — Древнее предание: Когда солнце было богом

### Актёрские работы
- 1965 — Звонят, откройте дверь — сосед Пети Крючкова (в титрах не указан)
- 1968 — Жажда над ручьём — член президиума
- 1974 — Свой среди чужих, чужой среди своих — господин в воспоминаниях Брылова (в титрах не указан)
- 1975 — Раба любви — ассистент кинорежиссёра, держащий его на плечах
- 1981 — Родня — Павел Тимофеевич, повар в ресторане
- 1990 — Ночь
- 1993 — Тюремный романс
- 1996 — Кавказский пленник — окулист
- 1996 — Привет, дуралеи! — пациент окулиста
- 1999 — Мама — капитан ледокола
- 2000 — Чек
- 2000 — Нежный возраст — камео
- 2001 — Побег из Гулага — начальник лагеря

## Фильм о П. Т. Лебешеве
В 2005 году режиссёром Дмитрием Губаревым был снят документальный фильм о П. Т. Лебешеве — «Павел Тимофеевич Лебешев. Неоконченная пьеса…», в котором приняли участие Никита Михалков, Сергей Соловьёв, Татьяна Друбич, Александр Абдулов, Марина Александрова, Александр Адабашьян, Андрей Смирнов, Юрий Клименко, Эдуард Гимпель, Вадим Алисов, Леонид Верещагин.